# Expeditionshuset
L’  Expeditionshuset  ("Gare de marchandises") est une ancienne gare de fret du chemin de fer Statens Järnvägar à Stockholm, Suède. Le bâtiment est classé byggnadsminne.
L’Expeditionshuset est un « magnifique exemple en briques de l'architecture des années 1890 » selon la RAA. La gare est construite en briques pressées faits par machine et montre un ruban décoratif en briques cuites noires. Toutes les fenêtres sont remplacées en 1993 .
A l'intérieur, le bâtiment garde essentiellement la même forme malgré des altérations au fil des ans. Au rez-de-chaussée, la cage d'escalier en fonte avec une balustrade en fer est bien préservée. Les vieilles cadres de portes (ainsi que certaines portes) et des fenêtres conservées ont une valeur historique. Malgré ceci, des poêles et des cheminées carrelées seront démolis, probablement lorsque le chauffage central a été installé .

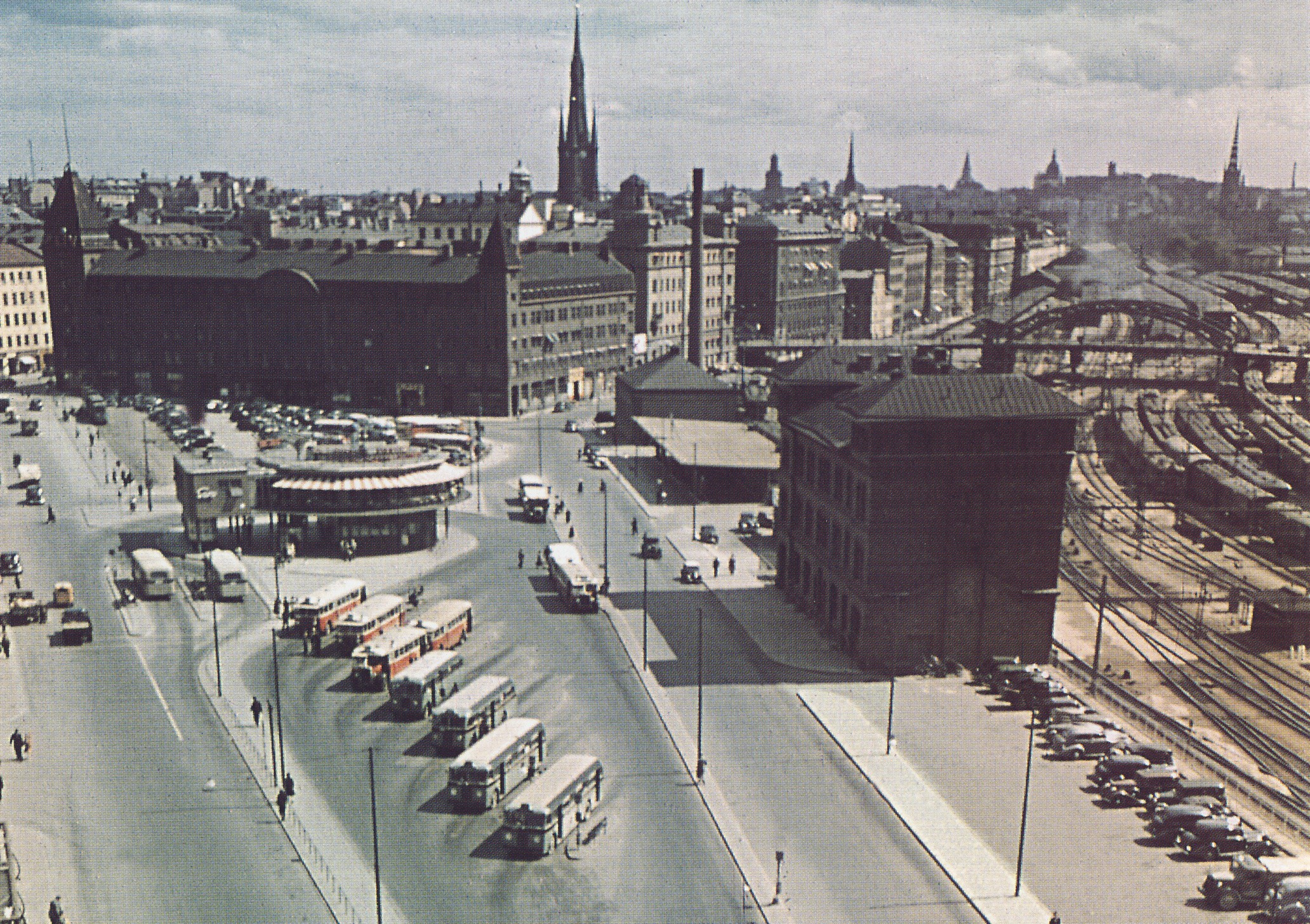
Photo datant de 1939, montrant l'emplacement de l'Expeditionhuset (à droite) en relation avec les voies.

Le bâtiment se trouve au point terminal de la ligne principale entre Stockholm et Uppsala, située au 1866-1925 Norra Bantorget (Place du chemin de fer du nord), nommé d'après l'endroit où la première gare du nord de Stockholm a été construite.
Maintenant en main privées, Jernhusen vend le bâtiment à Hägerstens Enskilda Fastighetsägare AB (Hefab) pour 35 millions de couronnes suédoises en 2010. L'intention est que l'entreprise Hefab y déménage son propre bureau et loue les autres locaux .